# شهرستان یونگنینگ
شهرستان یونگنینگ (به لاتین: Yongning County) یک شهرستان‌های جمهوری خلق چین در چین است که در یینچوان واقع شده‌است.